# Davidson, Saskatchewan
Davidson är en ort i Kanada.   Den ligger i provinsen Saskatchewan, i den södra delen av landet, 2 300 km väster om huvudstaden Ottawa. Davidson ligger 614 meter över havet och antalet invånare är 967.
Terrängen runt Davidson är mycket platt. Trakten runt Davidson är nära nog obefolkad, med mindre än två invånare per kvadratkilometer..
Trakten runt Davidson består till största delen av jordbruksmark.